# Maria Pia di Savoia (1934)
Maria Pia di Savoia (nome completo in italiano Maria Pia Elena Elisabetta Margherita Milena Mafalda Ludovica Tecla Gennara; Napoli, 24 settembre 1934) è una principessa italiana.
Primogenita dell'ultimo re d'Italia Umberto II e della regina Maria José, con il primo matrimonio assunse il titolo di "principessa di Jugoslavia" e con il secondo, dopo il divorzio dal primo marito, di "principessa di Borbone-Parma".

## Biografia

### Gioventù

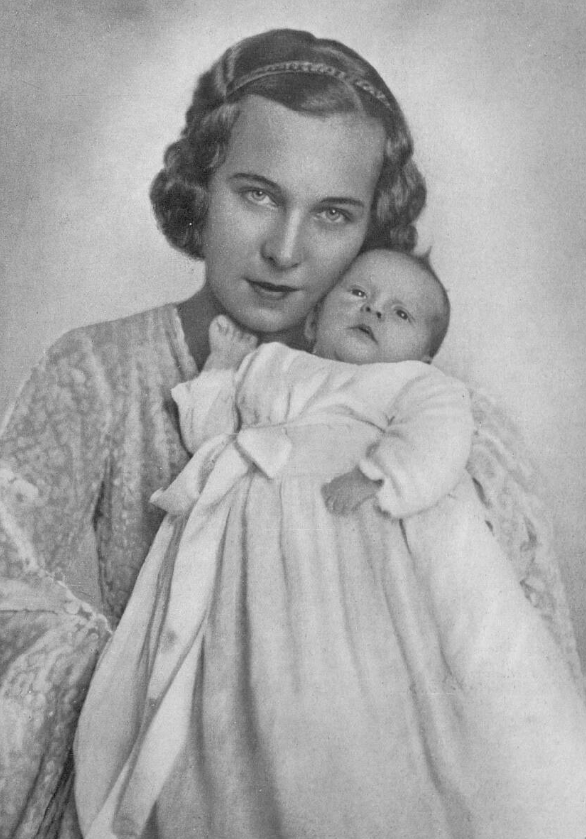
Maria Pia con sua madre nel 1934

In occasione della sua nascita Villa Rosebery venne ribattezzata "Villa Maria Pia" e suo padre offrì un pasto a 400 persone non abbienti. Furono inoltre elargite borse di studio e 2.350 sussidi.
Venne battezzata il 21 dicembre 1934 nella cappella del Palazzo Reale di Napoli, in una cerimonia officiata dal cardinale Alessio Ascalesi. Fino al matrimonio ebbe residenza a Cascais, in Portogallo, dove si recò in esilio con la famiglia nel 1946, e in gioventù sua dama di compagnia fu Maria Luisa Pallavicino. Compì gli studi in Svizzera.

### Matrimoni e carriera

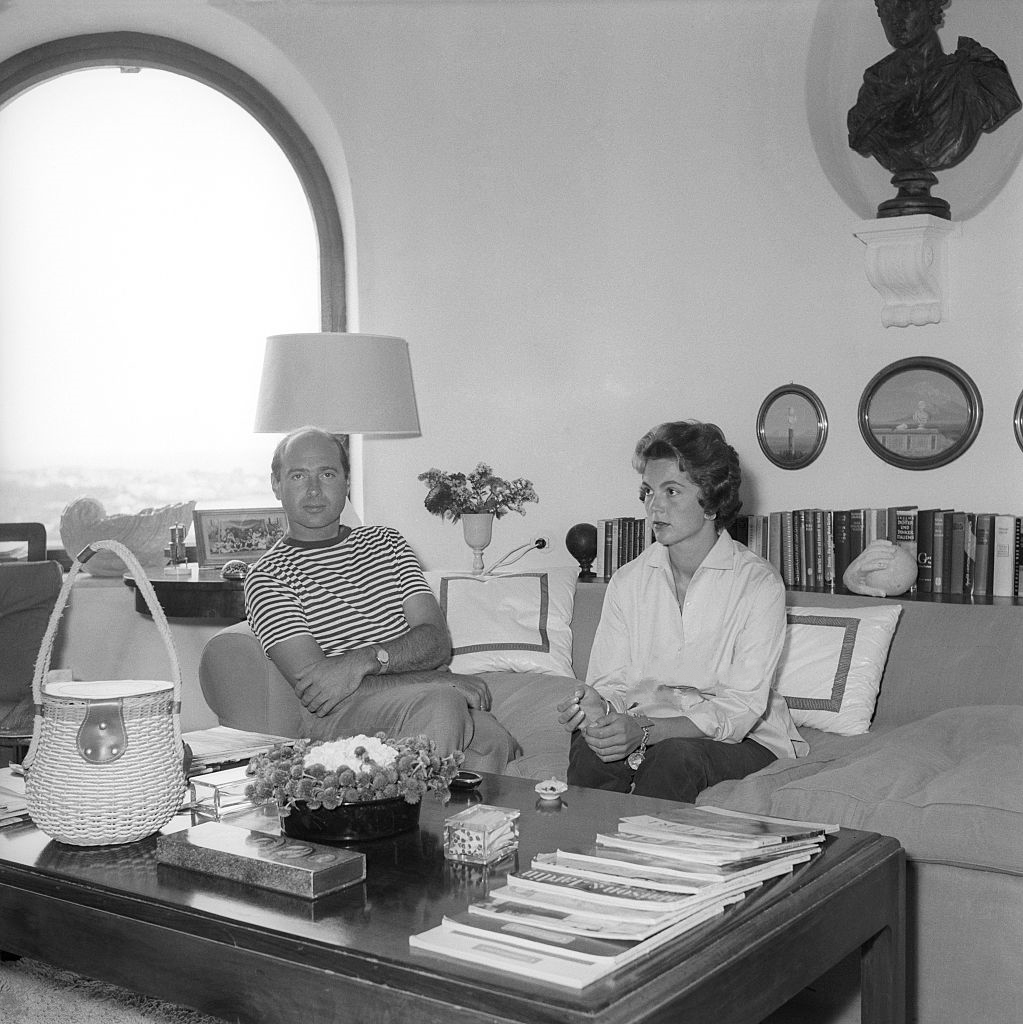
Alessandro e Maria Pia nel 1958

Nell'autunno 1954 fu annunciato il suo fidanzamento con il principe jugoslavo Alessandro Karađorđević. Si sposarono il 12 febbraio 1955 a Cascais. Da Alessandro Karađorđević sono nati quattro figli:
- principe Demetrio Umberto Antonio Pietro Maria di Jugoslavia (18 giugno 1958)
- principe Michele Nicola Paolo Giorgio Maria di Jugoslavia (18 giugno 1958)
- principe Sergio Vladimiro Emanuele Maria di Jugoslavia (12 marzo 1963), sposato in prime nozze con Sophie de Toledo (Boulogne-sur-Seine, 1 aprile 1962) civilmente à Saint-Nom-la-Bretèche e religiosamente à Merlinge, presso Ginevra il 30 novembre 1985 (div. 1986), sposato in seconde nozze il 18 settembre 2004 Eleonore Rajneri (Torino, 1 agosto 1967)
- principessa Elena Olga Lydia Tamara Maria di Jugoslavia (12 marzo 1963), sposata in prime nozze à Neuilly-sur-Seine il 12 gennaio 1988 Thierry Alexandre Gaubert (Parigi, 14 maggio 1951). Sposata in seconde nozze con Stanislas Fougeron, civilmente a Parigi il 12 marzo 2018 e religiosamente a Janville il 15 settembre 2018.

La coppia si trasferì a Parigi, dove strinse legami con diversi artisti.
Negli anni '60 fece da modella per Vogue. La madre le trasmise l'interesse per la letteratura e sviluppò la passione per la scrittura fino a diventare giornalista per Novella 2000. Durante la sua carriera intervistò l'artista spagnolo Salvador Dalí.
Si separò dal marito nel 1967. Si unì in seconde nozze a Manalapan, in Florida, il 15 maggio 2003 con il principe Michele di Borbone-Parma (Parigi, 4 marzo 1926 - Neuilly-sur-Seine, 7 luglio 2018), fratello minore di Anna.

### Attività
È sostenitrice della Preservation Foundation di Palm Beach, operante nella conservazione degli edifici storici della città, e di associazioni attive contro la dispersione scolastica.
Ha scritto l'autobiografia La mia vita, i miei ricordi nel 2010 e la prefazione del libro Vita di corte in casa Savoia della sorella Maria Gabriella. Vive tra Neuilly-sur-Seine e Palm Beach.

## Opere
- La mia vita, i miei ricordi, Mondadori, 2010.

## Discendenza

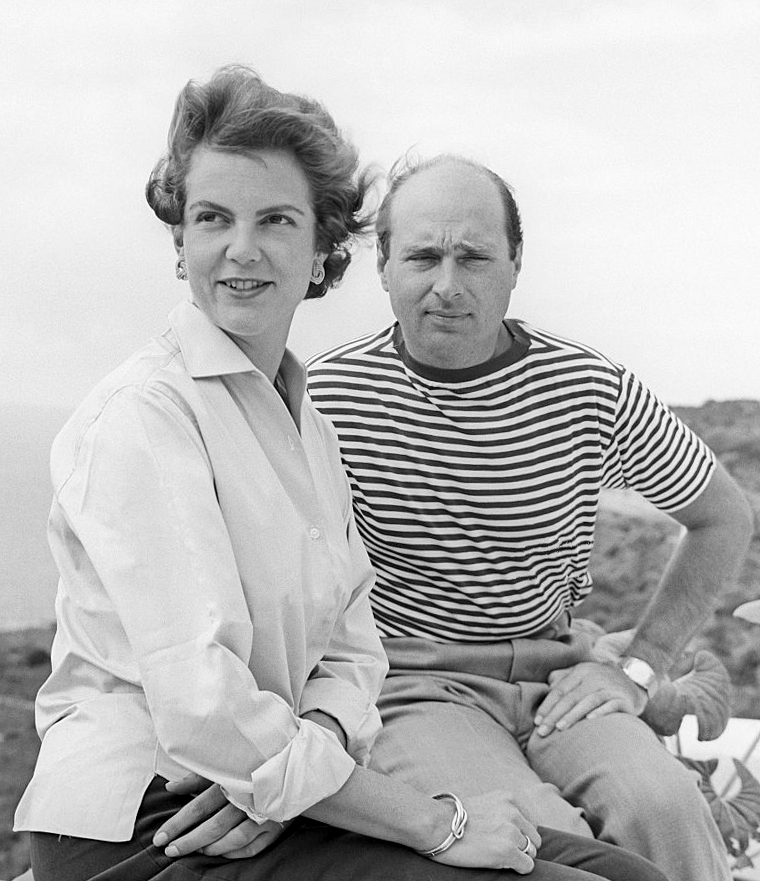
Maria Pia e il primo marito nel 1958

Maria Pia di Savoia e il primo marito Alessandro Karađorđević ebbero quattro figli, tutti nati a Boulogne-sur-Seine:
- Principe Dimitri Umberto Anton Peter Maria di Jugoslavia (18 giugno 1958);
- Principe Michael Nicolas Paul George Maria di Jugoslavia (18 giugno 1958);
- Principe Sergius "Serge" Wladimir Emanuel Maria di Jugoslavia (12 marzo 1963), sposato in prime nozze civilmente a Saint-Nom-la-Bretèche e religiosamente a Merlinge il 30 novembre 1985 (div. 1986) Sophie de Toledo (Boulogne-sur-Seine, 1º aprile 1962), sposato in seconde nozze civilmente il 18 settembre 2004 l'avvocata Eleonore Rajneri (Torino, 1º agosto 1967) da cui si è separato; della sua relazione con la calligrafa di origine toscana Christiane Galeotti ebbe un figlio:[11]
  - Principe Umberto di Jugoslavia (3 febbraio 2018).
- Principessa Helene Olga Lydia Tamara Maria di Jugoslavia (12 marzo 1963), sposata in prime nozze a Neuilly-sur-Seine il 12 gennaio 1988 Thierry Alexandre Gaubert (Parigi, 14 maggio 1951), da cui poi ha divorziato. Si è risposata in seconde nozze civilmente a Parigi il 12 marzo 2018 e religiosamente a Janville il 15 settembre 2018 Stanislas Fougeron. Dal primo matrimonio ha avuto 3 figli:
  - Milena Maria Pia Angelique Armaule Gaubert (1988);
  - Natasia Marie-José Tania Vanessa Isabelle Gaubert (1991);
  - Leopold Umberto Gaubert (1997).

## Titoli e trattamento
- 24 settembre 1934 - 12 febbraio 1955: Sua Altezza Reale, la principessa Maria Pia di Savoia, Principessa d’Italia
- 12 febbraio 1955 - 1967: Sua Altezza Reale, la principessa Maria Pia di Jugoslavia, principessa di Savoia
- 1967 - 15 maggio 2003: Sua Altezza Reale, la principessa Maria Pia di Savoia
- 15 maggio 2003 - attuale: Sua Altezza Reale, la principessa Maria Pia di Borbone-Parma, principessa di Savoia

## Ascendenza
|                                 |                    |                                   | Genitori                                  |  |  | Nonni |  |  | Bisnonni            |  |  | Trisnonni                      |  |
|                                 |                    |                                   |                                           |  |  |       |  |  | Umberto I di Savoia |  |  | Vittorio Emanuele II di Savoia |  |
|                                 |                    |                                   |                                           |  |  |       |  |  | Umberto I di Savoia |  |  | Vittorio Emanuele II di Savoia |  |
|                                 |                    | Maria Adelaide d'Asburgo-Lorena   |                                           |  |  |       |  |  | Umberto I di Savoia |  |  |                                |  |
| Vittorio Emanuele III di Savoia |                    |                                   |                                           |  |  |       |  |  | Umberto I di Savoia |  |  |                                |  |
|                                 |                    | Margherita di Savoia              | Ferdinando di Savoia-Genova               |  |  |       |  |  |                     |  |  |                                |  |
|                                 |                    | Margherita di Savoia              | Ferdinando di Savoia-Genova               |  |  |       |  |  |                     |  |  |                                |  |
|                                 |                    | Margherita di Savoia              | Elisabetta di Sassonia                    |  |  |       |  |  |                     |  |  |                                |  |
| Umberto II di Savoia            |                    | Margherita di Savoia              |                                           |  |  |       |  |  |                     |  |  |                                |  |
|                                 |                    | Nicola I del Montenegro           | Mirko Petrović-Njegoš                     |  |  |       |  |  |                     |  |  |                                |  |
|                                 |                    | Nicola I del Montenegro           | Mirko Petrović-Njegoš                     |  |  |       |  |  |                     |  |  |                                |  |
|                                 |                    | Nicola I del Montenegro           | Anastasia Martinović                      |  |  |       |  |  |                     |  |  |                                |  |
| Elena del Montenegro            |                    | Nicola I del Montenegro           |                                           |  |  |       |  |  |                     |  |  |                                |  |
|                                 |                    | Milena Vukotić                    | Pietro Vukotić                            |  |  |       |  |  |                     |  |  |                                |  |
|                                 |                    | Milena Vukotić                    | Pietro Vukotić                            |  |  |       |  |  |                     |  |  |                                |  |
|                                 |                    | Milena Vukotić                    | Jelena Voivodić                           |  |  |       |  |  |                     |  |  |                                |  |
| Maria Pia di Savoia             |                    | Milena Vukotić                    |                                           |  |  |       |  |  |                     |  |  |                                |  |
|                                 | Filippo del Belgio | Leopoldo I del Belgio             |                                           |  |  |       |  |  |                     |  |  |                                |  |
|                                 | Filippo del Belgio | Leopoldo I del Belgio             |                                           |  |  |       |  |  |                     |  |  |                                |  |
|                                 | Filippo del Belgio | Luisa d'Orléans                   |                                           |  |  |       |  |  |                     |  |  |                                |  |
| Alberto I del Belgio            | Filippo del Belgio |                                   |                                           |  |  |       |  |  |                     |  |  |                                |  |
|                                 |                    | Maria di Hohenzollern-Sigmaringen | Carlo Antonio di Hohenzollern-Sigmaringen |  |  |       |  |  |                     |  |  |                                |  |
|                                 |                    | Maria di Hohenzollern-Sigmaringen | Carlo Antonio di Hohenzollern-Sigmaringen |  |  |       |  |  |                     |  |  |                                |  |
|                                 |                    | Maria di Hohenzollern-Sigmaringen | Giuseppina di Baden                       |  |  |       |  |  |                     |  |  |                                |  |
| Maria José del Belgio           |                    | Maria di Hohenzollern-Sigmaringen |                                           |  |  |       |  |  |                     |  |  |                                |  |
|                                 |                    | Carlo Teodoro in Baviera          | Massimiliano Giuseppe di Baviera          |  |  |       |  |  |                     |  |  |                                |  |
|                                 |                    | Carlo Teodoro in Baviera          | Massimiliano Giuseppe di Baviera          |  |  |       |  |  |                     |  |  |                                |  |
|                                 |                    | Carlo Teodoro in Baviera          | Ludovica di Baviera                       |  |  |       |  |  |                     |  |  |                                |  |
| Elisabetta di Baviera           |                    | Carlo Teodoro in Baviera          |                                           |  |  |       |  |  |                     |  |  |                                |  |
|                                 |                    | Maria José di Braganza            | Michele del Portogallo                    |  |  |       |  |  |                     |  |  |                                |  |
|                                 |                    | Maria José di Braganza            | Michele del Portogallo                    |  |  |       |  |  |                     |  |  |                                |  |
|                                 |                    | Maria José di Braganza            | Adelaide di Löwenstein-Wertheim-Rosenberg |  |  |       |  |  |                     |  |  |                                |  |
|                                 |                    | Maria José di Braganza            |                                           |  |  |       |  |  |                     |  |  |                                |  |